# Nhạn đuôi đen
Hirundo tahitica là một loài chim trong họ Hirundinidae.